# 유조 (무도절후)
유조(劉祖, ? ~ ?)는 전한 후기의 제후로, 광천유왕의 아들이다.

## 행적
오봉 원년(기원전 57년), 무도후(武陶侯)에 봉해졌다.
시호를 절이라 하였고, 작위는 아들 유홍이 이었다.

## 출전
- 반고, 《한서》 권15하 왕자후표 下

| 선대 (첫 봉건) | 전한의 무도후 기원전 57년 ~ ? | 후대 아들 무도효후 유홍 |